# SIAI S.16
Die SIAI S.16 ist ein 1919 von SIAI-Marchetti entwickeltes Passagierflugboot für fünf Personen. Die Maschine wurde zum erfolgreichsten Flugboot des Jahrzehnts gekrönt. Neben etlichen zivilen Versionen entwickelte SIAI auch eine militärische Version der S.16 und verkaufte diese in die ganze Welt, wo sie zum Teil noch erhalten sind.

## Geschichte
Die SIAI S.16 war ein einmotoriges Flugboot, das durch einen C.D.-Lorraine-Dietrich-12Db-Motor mit 400 PS angetrieben wurde, der auch schon in anderen Flugzeugen erfolgreich eingesetzt wurde. Der Flugzeugrumpf bestand aus 30 mm dickem Furnierholz, der Rest des Flugzeuges war aus 4 mm dickem Holz. Die Tragflächen waren mit Stoff bespannt, wobei die Vorderkante der Tragflächen verstärkt war. Diese Konstruktion erwies sich als sehr solide. Die Maschine wurde in Serie produziert und in die ganze Welt exportiert.
Bereits 1920 ermöglichten technische Neuerungen Verbesserungen an der S.16, die von da ab S.16bis heißen sollte. Ein neuer Motor von Fiat mit der Bezeichnung Fiat 12bis mit 300 PS hatte zwar weniger Leistung, erhielt aber eine neue größere Luftschraube, die dies ausgleichen sollte. Bei der S.16bis wurde der Treibstofftank wie auch die Rumpfstabilität verbessert.
Die militärische Variante der S.16 wurde S.16bis M genannt. Diese hatte einen modifizierten Rumpf, um ein MG im Bug aufnehmen zu können, sowie zwei Pylonen, um Bomben an den Tragflächen zu befestigen. Die militärische Version wurde an Spanien, Brasilien, Italien und die Sowjetunion verkauft. Spanien stellte die S.16bis M in Lizenz her und stattete diese mit einem Hispano-Suiza-Motor mit 300 PS aus. Eine Weiterentwicklung der S.16bis M war die S.23, die für die Schulung auf Wasserflugzeugen eingesetzt wurde.
Die in die Sowjetunion verkauften Maschinen wurden als S-1bis bezeichnet, bis 1931 hauptsächlich im Bereich des Schwarzen Meeres eingesetzt und nach 1931 nach Sibirien und Lettland verlegt. Einige der Maschinen wurden 1927/1928 im OMOS-Werk zu S-1ter umgebaut und erhielten teilweise einen Lorraine-Dietrich-Motor mit 450 PS.
Im Jahr 1925 unternahm der italienische Flieger Francesco de Pinedo, ein tenente colonnello (Oberstleutnant) der Regia Aeronautica (italienische Königliche Luftwaffe) mit einer SIAI S.16, die er Genariello nannte, einen Rekordflug von Rom nach Australien und Tokio, um seine Ansicht zu demonstrieren, dass Wasserflugzeuge Landflugzeugen für Langstreckenflüge überlegen seien. Am 21. April verließen Pinedo und sein Mechaniker Ernesto Campanelli Rom an Bord der Gennariello. Sie machten zunächst Zwischenstopps in Brindisi in Italien, dann in Leros in Griechenland, Bagdad im Irak, Buschehr und Chabar in Persien, Karatschi, Bombay, Cocoa Island und Kalkutta in Britisch-Indien, Akyab, Rangun, Tavoy und Mergui in Burma, Phuket in Siam, Penang in Britisch-Malaya und Singapur. Batavia, Surabaya, Sumbawa und Kupang in Niederländisch-Ostindien sowie Broome, Carnarvon, Perth, Bunbury, Albany, Israelite Bay und Adelaide in Australien, bevor sie Melbourne erreichten, wo sie am 10. Juni ankamen und 36 Tage verbrachten. Am 16. Juli flogen Pinedo und Campanelli weiter nach Sydney, wo sie weitere drei Wochen verbrachten. Am 6. August setzten sie ihren Flug fort und besuchten Brisbane, Rockhampton, Townsville, Innisfail, Cooktown und Thursday Island in Australien; Merauke, Dobo, Amboina und Menado in Niederländisch-Ostindien; Cebu, Atimonan, Manila, und Aparri auf den Philippinen; Tamsui auf Formosa; Shanghai in China; Mokpo in Korea; sowie Yamakawa und Kagoshima in Japan, bevor sie am 26. September in Tokio ankamen.
Nach einem dreiwöchigen Aufenthalt in Tokio traten Pinedo und Campanelli am 17. Oktober ihre Rückreise nach Rom an. Für die 24.000 Kilometer lange Reise benötigten sie nur 22 Tage – für die damalige Zeit eine beeindruckende Geschwindigkeit. Dabei machten sie Zwischenstopps in Kagoshima in Japan, Shanghai in China, Hongkong, Haiphong und Saigon in Französisch-Indochina, Bangkok in Siam, Rangun in Burma, Kalkutta, Benares, Delhi und Karatschi in Britisch-Indien, Bandar Abbas in Persien, Bagdad im Irak, Alexandretta in der Türkei und Tarent in Italien, bevor sie am 7. November in Rom ankamen. Die gesamte Reise, die ohne besondere Vorbereitungen oder Unterstützung an irgendeinem Zwischenstopp unternommen wurde und zwei lange Flüge – von 600 Meilen (970 km) und 1.200 Meilen (1.900 km) – über das trockene Land des indischen Subkontinents in einem nicht-amphibischen Flugboot umfasste, verlief ohne größere Zwischenfälle und erforderte nur einen Motorwechsel in Tokio. Pinedo und Campanelli hatten ein Focksegel und ein Ruder mitgeführt, um ihr Flugboot bei ungünstigen Winden durch unbekannte Häfen segeln zu können, aber sie benutzten weder das Segel noch das Ruder während ihrer Expedition. Die Piloten hatten in 370 Flugstunden in 80 Etappen über einen Zeitraum von 202 Tagen etwa 35.000 Meilen (56.000 km) zurückgelegt, und eine Ausgabe des Magazins Flight aus dem Jahr 1925 beschrieb ihre Reise als „die umfangreichste Flugreise aller Zeiten“. Die Fédération Aéronautique Internationale verlieh Pinedo für diesen Flug ihre höchste Auszeichnung, die FAI Gold Air Medal. Es war das erste Mal, dass diese Medaille verliehen wurde. Nach seiner Rückkehr von diesem Flug beförderte die Regia Aeronautica Pinedo zum Colonnello (Oberst), und Italiens König Viktor Emanuel III. erhob ihn zum Marchese.

## Versionen
| Version   | Beschreibung |
| --------- | --- |
| S.16      | Das erste kommerzielle Flugboot für fünf Passagiere. |
| S.16bis   | Auch zivile Version, Motor Fiat 12bis, erhielt aber eine verstärkte Rumpfbootshülle, verstärkte Vorderkante der Tragflächen, Treibstofftank und Propeller mit größerem Durchmesser |
| S.16bis M | Die militärische Version der S.16bis |
| S.16ter   | Militärversion, ausgeliefert an die italienische Marine im Jahre 1924, Motor von Lorraine-Dietrich 1                                                                               |

## Nutzer
- Brasilien: Brasilianische Marine (15)
- Spanien: Spanische Marine 26 sowie 10 in Lizenz gebaut
- Königreich Italien: Regia Marina (ca. 103)
- Lettland: Lettische Marine (6)
- Türkei: Türkische Luftstreitkräfte (12)
- Sowjetunion: Sowjetische Seefliegerkräfte (80)

## Technische Daten

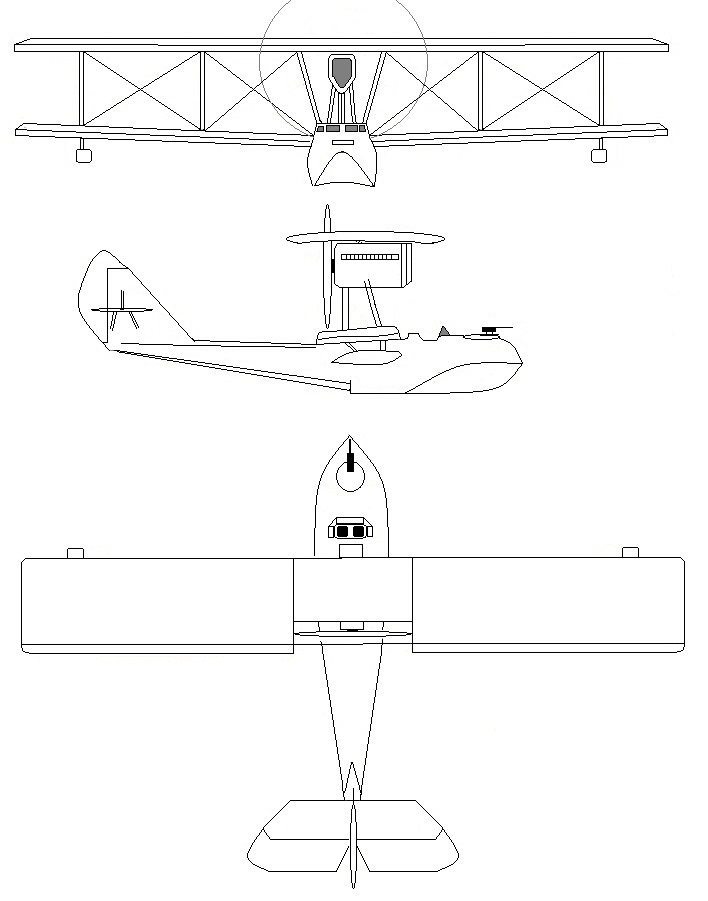
Dreiseitenansicht der S.16bis M

| Kenngröße             | Daten                                                                                                   |
| --------------------- | --- |
| Besatzung             | 2–3; zivil 5                                                                                            |
| Spannweite            | 15,5 m                                                                                                  |
| Länge                 | 9,97 m                                                                                                  |
| Höhe                  | 3,67 m                                                                                                  |
| Flügelfläche          | 52 m²                                                                                                   |
| Leermasse             | 1852 kg                                                                                                 |
| Startmasse            | 2652 kg                                                                                                 |
| Antrieb               | ein Lorraine-Dietrich 12Db; 400 PS (ca. 290 kW)                                                         |
| Reisegeschwindigkeit  | 171 km/h                                                                                                |
| Höchstgeschwindigkeit | 195 km/h                                                                                                |
| Reichweite            | 1000 km                                                                                                 |
| Dienstgipfelhöhe      | 4000 m                                                                                                  |
| Bewaffnung            | ein 7,7-mm-Maschinengewehr, leichte Bomben und Abwurfwaffen mit bis zu 220 kg unter den unteren Flügeln |